# Шарль Жан Марі Барбару
Шарль Жан Марі Барбару (фр. Charles Jean Marie Barbaroux; 6 березня 1767, Марсель — 25 червня 1794, Бордо) — французький політичний діяч, жирондист.

## Біографія
Був адвокатом і на початку революції видавав журнал «L'Observateur marseillais». Після створення національних зборів відправився до Парижу. Там він виступив проти короля і підтримав Ролана.
10 серпня 1792 року брав участь у штурмі палацу Тюїльрі як командувач марсельського батальйону. Повернувся до Марселя, де його зустріли як героя. Згодом був обраним депутатом до Національного конвенту, де приєднався до жирондистів. У справі короля Людовика XVI віддав голос за страту з апеляцією до народу.
Був супротивником партій Марата та Робесп'єра, за що 31 травня 1793 він потрапив під проскрипції, як рояліст і ворог республіки.
Разом з іншими звинуваченими жирондистами втік спочатку в Кан, де познайомився з Шарлоттою Корте (згодом вона вб'є Марата), а потім в департамент Жиронда. Але був схоплений і 25 червня 1794 року страчений на гільйотині.